# O secundă de viață
O secundă de viață este un film românesc din 2009, regizat de Ioan Cărmăzan. Rolurile principale au fost interpretate de actorii Antoaneta Cojocaru, Andrei Pandele si Maia Morgenstern.

## Distribuție
Distribuția filmului este alcătuită din:
- Rodica Mandache — Sora medicală
- Antoaneta Cojocaru — Mara Lasconi
- Ruxandra Sireteanu — Mama Marei
- Constantin Drăgănescu — Proprietarul barului
- Valentin Uritescu — Bătrânul
- Andrei Pandele — Edgar Furman
- Tania Popa — O prostituată
- Cristian Iacob — Daniel
- Maia Morgenstern — Profesoara
- Geo Saizescu — Un vecin
- Costel Cașcaval — Socaliuc
- Constantin Ghenescu — Alt vecin
- Cornel Palade — Ofițerul de poliție
- Șerban Pavlu - Medicul

## Receptie
Filmul a fost vizionat de 627 de spectatori în cinematografele din România, după cum atestă o situație a numărului de spectatori înregistrat de filmele românești de la data premierei și până la data de 31 decembrie 2014, situatie alcătuită de Centrul Național al Cinematografiei.